# Rafaél Severiano Rodríguez Navarro
Blahoslavený Rafaél Severiano Rodríguez Navarro, řeholním jménem Pacifico (Pacifik) z Rondy (8. listopadu 1882, Ronda – 7. srpna 1936, Antequera), byl španělský řeholník Řádu menších bratří kapucínů a mučedník.

## Život
Narodil se 8. listopadu 1882 v Rondě jako syn Josého a Maríi. Pokřtěn byl 13. listopadu se jménem Rafaél Severiano od Nejsvětější Trojice.
Když mu bylo 19 let, vstoupil do novicátu kapucínů v Seville a přijal jméno Pacifico. Časné sliby složil roku 1902 a věčné roku 1906. Během nepřátelských akcí v Antequeře požádal 20. července 1936 o povolení opustit klášter, aby navštívil svou rodinu. Rodina jej přesvědčovala, aby zůstal, on však odmítl a odešel zpět do konventu. Konvent byl obléhán. Bratr Pacifico se 3. srpna pokusil vyskočit oknem. Skočil do zahrady a utíkal. Brzy však byl zatčen, odvezen na policejní stanici, kde byl držen čtyři dny s několika dalšími vězni. Dne 7. srpna 1936 byl na ulici zastřelen.

## Proces blahořečení
Proces jeho blahořečení byl zahájen roku 1954 v arcidiecézi Madrid spolu s dalšími jedenatřiceti spolubratry kapucíny.
Dne 27. března 2013 uznal papež František jejich mučednictví. Blahořečeni byli 13. října 2013 ve skupině 522 španělských mučedníků.